# MSG (코드네임 시리즈)
작가 그림책 작가이자 <거짓말 같은 이야기>로 볼로냐 라가치 상 수상 작가 강경수가 쓴 <코드네임 시리즈>의 코드네임 X, 코드네임 K, 코드네임 V, 코드네임 R, 코드네임 H, 코드네임 I, 코드네임 J에서 나오는 한국의 첩보국이다. 세계 최고의 첩보국으로 묘사되며 Ministry of Spy Groups의 줄임말이다.

## <코드네임 시리즈> 책 순서
- 코드네임 X
- 코드네임 K
- 코드네임 V
- 코드네임 R
- 코드네임 H
- 코드네임 I
- 코드네임 J
- 코드네임 C
- 코드네임 S

확실하지는 않지만 정황상으로도 그렇고 코드네임C 책에서 군데군데 코드네임S라고 써있는 등 
떡밥이 많이 존재한다.

## 직원들
- 불독 국장

말 그대로 진짜 불독이다. 코드네임 V 기준으로 7년 전 훈련사로 바이올렛과 시리우스 K를 만났다. 현재 푸들 양을 짝사랑하고 있다. 3개월 때는 그냥 아기 불독, 1살 때는 자고만 있었는데 3살부터 전쟁터를 누볐다고 한다.
- 푸들 양

불독 국장 비서인데, 진짜 푸들이고 비서 일보다는 불독 국장에게 개 쿠키 주는 일이 하는 일 전부라고 할 수 있다. 요리 자격증만 4개나 된다. 평소에는 개쿠키를 주는 일이 많지만 중요한 사건이 일어나면 감시 카메라 작동을 멈추거나 망을 보고 무전으로 이러저러한 도움을 준다. 챕터 사이사이에 잇는 4컷 극장에서 몸무게가 늘어서 고민이여서 휘트니스 센터에 가는데 강파랑과 바이올렛이 만났던 송소라 강사가 있었다. 참고로 송사라 강사는 먹는 것을 좋아하는 다이어트하는 중이었고, 현재는 완전 뚱뚱해졌다. 코드네임 V, 코드네임 I에서는 소시지 차량으로 위장된 MSG 차량 부르스터를 운전한다. 코드네임 V 기준으로 일한지 3년이 되었다.
- 스타스키 박사와 조수 에릭

스타스키 박사는 참고로 하루 안에 핵폭탄을 만들 수 있는 유일한 사람이라고 한다. 현재 가족과 떨어져 있어 우울해 한다고 한다. 여담이지만 코드네임 Q가 스타스키 박사도 자신을 만드는데 동참했다고 한다. 에릭은 조수이고, 현재 프로젝트 e를 실행하고 있는데 코드네임 시리즈 팬덤 코드네임 첩보원들 중 사이 프로젝트 e가 다가오는 위협 에고(ego)라고 하기도 한다.
오퍼레이터 코가 양
코드네임 J에서 불독 국장이 태평양 근처에 있는 요원을 급파하라고 할 때 처음으로 등장했다. 큰 안경을 쓰고 있고, 푸들 양의 절친이다.

## 첩보원
코드네임 I에 한정으로 같이 들어 있던 코드네임 캐릭터 북에 있는 설명으로 써 주기 바람.
- 강파랑(코드네임 X)

스케이트보드와 랩을 사랑하는 평범한 소년. 최고의 스케이트보더 로켓맨을 존경한다. 고소 공포증, 물 공포증이 있다. 이성 울렁증도 있다고 한다. 첩보원에게 중요한 거에 다 공포증이 있다 과거로 빨려 들어와 MSG 첩보원이 된다. 인정하기는 싫어하지만 첩보원 생활에 잘 적응하고 있고 코드네임R 과도 행복했다고 밝혔다. 에고, 스칼렛과 밀접한 관계로 가장 잘 알려진 주인공이지만 가장 미스터리인 인물이다. 하지만 자신도 그 미스터리의 정답을 모른다.낙서금지 ----싫은데?
- 바이올렛(코드네임 V)

본명 이순심. 파랑이의 엄마. 어린 나이에도 MSG 첩보국 최고 에이스로 활약 중이다. 무지막지한 힘과 빼어난 첩보 능력을 겸비하고 있다.
R과는 핑크빛 모드이고 강파랑이 엄마라고 할 때마다 '연애 하기도 전에  아들이 생기긴 싫다'는 이유로 강파랑의 뺨을 때리며 "아직도 정신을 못 차렸냐?" 하며 한번만 더 그렇게 부르면 8조각 낸다고 윽박지른다. 요리를 하고 요리를 좋아하게 되며 MSG를 누구보다 신뢰하고 충성하지만 마음 한구석에서는 평범한 소녀처럼 살고 싶어한다. 코스모와의 슬픈 흑역사를 지니고 있다.
- 시리우스 K(코드네임 K)

MSG 첩보국의 '고독한 늑대.' 바이올렛의 친오빠다. 다루지 못 하는 무기가 없는, 명실상부 최고의 첩보원이다.
- 코드네임 R(코드네임 R에서 본명이 강**이라는 것이 밝혀졌다)

자칭 천재 첩보원. 늘 파랑이를 놀리고 깐죽대다가, 간혹 진지하고 멋진 모습을 보이기도 한다. 파랑이와 관련된 엄청난 비밀을 간직하고 있다. 바이올렛을 사랑하며 10만 볼트 전기충격기로 악당을 무찌른다. 옷만 170킬로그램이고 바이올렛 털끝 하나라도 악당이 건드리면 무섭게 돌변한다. 
- 코드네임 I

본명 지은. 구조, 생존 전문가, 임무 중 다친 요원들을 치료한다. <코드네임 I>에서 MSG 첩보국과 코스모를 오가는 이중 스파이임이 밝혀진다. 강파랑을 좋아하며 소중한 동생을 지키려고 노력한다.
- 스칼렛(코드네임 S)

모든 것이 비밀에 싸인 미스터리 소녀. 공중에 둥둥 떠 있거나 시간을 조절하는 등의 신비한 능력을 지닌 듯 보인다. 하지만 MSG 첩보국에 이런 요원은 없다는데... 검정고양이 콩이를 데리고 다니며 강파랑과 민접한 관계가 있는 것으로 추정된다.
- 코드네임 B

침쿠와 교란의 스페셜리스트. 상황에 따라 쓰이는 여러 개의 스프레이를 보유하고 있다. Q를 좋아하는 것 같은데 자꾸 Q에게  얼토당찮은 소리를 한다. 바이올렛을 질투하며 한쪽은 삭발로 특이한 스타일을 가진 캐릭터이다.
- 코드네임 Q(프로텍터 Q)

베일에 싸인 첩보원. 그에 대해 아는 사람이 아무도 없다. 다만, 위기 상황시 싱크로율이 맞는 요원과 합체해 '프로텍터 Q'로 변신 가능하다.

덧. 미스터 K
각 권마다 실수를 하며 종이봉투를 쓴 사람이다.조금 많이 무책임하다.

## 불타는 남자의 공격 이전
강파랑 코드네임 X가 과거의 엄마 바이올렛(본명 이순심) 코드네임 V와 MSG 헬기에게 구출 당해서 신문 가판대에 가는데, 강파랑은 이게 첩보국이냐는 모습이다. 신문 가판대 안에 들어가서 책 한 권을 빼내면 음성 인식기가 있는데, 바이올렛이 MSG라고 말하면 엘리베이터가 지하로 내려가는 형식이다. 격납고, 놀이공원, 뷔페 소르보노, 수영장, 오락실이 있다. 강파랑의 11년 인생에서 이런 건 한 번도 본 적 없다고 하니 워낙 대단한 듯. 미국의 CIA, 영국의 M15, 이스라엘의 모사드, 소련의 KGB보다 훨씬 더 상위급 첩보 기관이라고 한다. 1975년 UFO 침공은 소련에서 대륙간탄도미사일을 발사해서 MSG가 격추시키고, 1988 올림픽에서 올림픽이 열리지 못 하게 하려는 테러리스트의 음모를 막고, 네스호의 괴물은 MSG가 실험 중인 신형 잠수함이었다고 한다. 불독 국장 사무실에는 불을 끄고 비밀 브리핑을 하는데 강파랑은 특수 적외선 안경을 껴야 되는 줄 모르고 당황한다. 인공위성도 우주에 뛰어놨다고 한다.
하지만 코드네임 K 초반에 불타는 남자의 데스스타 미사일 공격에 다 무너지고 코드네임 K가 끝날 때 새 기지로 향한다고 향한다고 한다. 이제 그 기지는 여기에 새로 생겼다. 피라미드에 생겼다.. 현재 MSG 본사인 것으로 추정된다.

## 새로운 기지 이후
이집트의 스핑크스 앞에 관광 안내실에 새로 생겼다. 이제 규모가 더 거대해진다(...).격납고, 제 숙소, 샤워실 스프레이에서 물이 나오는 수영장(...), 유령의 집, 무중력 방, 불독 국장 사무실, 구내 식당이 새로 다 생겼는데 이제 땅 안에 공룡 화석도 있다(...). 현재 초대 MSG 기지를 부순 불타는 남자는 지하 감옥에서 지독한 근시인 예비 요원 태웅에게 감시받고 있다. 강파랑이 쓰는 로켓맨 MK-II가 스케이트보드의 신 토니 호크와 로드니 뮬란이 디자인하고 스타스키 박사가 설계했다는 걸 보면... 꽤 유명했나 보죠.

## 숙소
첩보원이 되었든, 예비 첩보원이든 숙소를 공유할 수 있다. 코드네임 K에서는 강파랑이 자신의 아빠 R과 방을 공유하는데, 2층 침대다. 하지만 침대 매트리스가 누군가를 날려버렸다. 가장 최근에 나온 <코드네임 시리즈>의 7권 코드네임 J에서는 예비 첩보원인 펑크족 이정찬과 강파랑이 같은 방을 쓰는데 이불은 너무 대놓고 다음 책의 이름을 알려준다. 이불에 코드네임 K와 코드네임 V 빼고 다른 모든 코드네임이 적혀 있는데 대놓고 책이 떨어져 있는 코드네임 C와 이미 나온 모든 책들을 빼면 A와 N이다. 바닥에는 굳이 코드네임 C를 떨어뜨려 놓은 걸 보면 다음 책은 코드네임 C.